# Der Islam
Der Islam – Journal of the History and Culture of the Middle East ist eine interdisziplinäre wissenschaftliche Fachzeitschrift, die sich mit der Forschung zur Geschichte und Kultur des Nahen Ostens beschäftigt. Die darin veröffentlichten Artikel sollen neueste Forschungsergebnisse aus den Geschichtswissenschaften, der Kunstgeschichte, Kulturwissenschaften, Papyrologie, Numismatik oder Sprachwissenschaften präsentieren. Thematisch fokussiert die Zeitschrift den Begriff „Islam“ nicht nur auf die Religion selbst, sondern nimmt auch die geschichtliche, zivilisatorische oder kulturelle Aspekte der früheren und heutigen islamischen Gesellschaften in den Blick.
Die Zeitschrift wird vom Verlag Walter de Gruyter veröffentlicht, der in Berlin ansässig ist. Gegründet wurde die Zeitschrift im Jahr 1910 durch den deutschen Orientalisten Carl Heinrich Becker. Fortgeführt wurde dessen Arbeit unter anderem durch Hellmut Ritter und Bertold Spuler. Der gegenwärtige Chefredakteur ist seit 2012 der Orientalist Stefan Heidemann (Universität Hamburg).
Die Zeitschrift erscheint halbjährlich im Peer-Review-Verfahren und veröffentlicht Beiträge in englischer, deutscher und französischer Sprache.

## Ausgabe
- Der Islam. Journal of the history and culture of the Middle East. de Gruyter, ISSN 0021-1818.